# Герман, Фёдор Ефремович
Фёдор Ефремович Герман (1912, Полтавская губерния, Российская империя — 9 июня 1975, посёлок Коунрад, Джезказганская область, Казахская ССР) — машинист экскаватора Коунрадского рудника Балхашского горно-металлургического комбината имени 50-летия Октябрьской революции Министерства цветной металлургии Казахской ССР, Карагандинская область. Герой Социалистического Труда (1971). Депутат Верховного Совета Казахской ССР 4-го созыва.

## Биография
Родился в 1912 году в крестьянской семье в одном из сельских населённых пунктов современного Козельщинского района Полтавской области Украины.
Окончил местную сельскую школу. Потом обучался в училище механизации. С марта 1936 года трудился машинистом экскаватора горного цеха Коунрадского рудника в Карагандинской области. В годы Великой Отечественной войны работал на экскаваторе американской фирмы «Бьюсайрус», который был доставлен на рудник по ленд-лизу. С 1945 года член ВКП(б). За выдающиеся трудовые достижения в годы войны был награждён Орденом Трудового Красного Знамени и в 1961 году — вторым Орденом Трудового Красного Знамени.
В послевоенные годы трудился на экскаваторе № 19 на 2-м горном участке. Ежегодно показывал высокие трудовые результаты. Создал школу передового опыта, в которой воспитал восемь молодых экскаваторщиков. Участвовал в стахановском движении, социалистическом соревновании за ускорение погрузки руды. Указом Президиума Верховного Совета СССР от 30 марта 1971 года удостоен звания Героя Социалистического Труда за «выдающиеся успехи, достигнутые в развитии цветной металлургии» с вручением ордена Ленина и золотой медали «Серп и Молот» (№ 17922).
Участвовал в работе Всесоюзной выставки ВДНХ. Избирался депутатом Верховного Совета Казахской ССР 4-го созыва (1955—1959), Коунрадского поселкового Совета депутатов трудящихся.
В 1971 году вышел на пенсию. Проживал в посёлке Коунрад (сегодня — микрорайон города Балхаш) Джезказганской области, где скончался в 1975 году.
Награды
- Герой Социалистического Труда
- Орден Ленина
- Орден Трудового Красного Знамени — дважды (16.11.1945; 09.06.1961)
- Медаль «За доблестный труд в Великой Отечественной войне 1941—1945 гг.»
- Золотая медаль ВДНХ.